# Chalcotropis acutefrenata
Chalcotropis acutefrenata är en spindelart som beskrevs av Eugène Simon 1902. Chalcotropis acutefrenata ingår i släktet Chalcotropis och familjen hoppspindlar. Inga underarter finns listade i Catalogue of Life.